# David Valero
David Valero Serrano (* 27. Dezember 1988 in Baza) ist ein spanischer Mountainbiker, der im Cross-Country aktiv ist.

## Sportlicher Werdegang
Auf der internationalen Bühne erschien Valero im Jahr 2013, als er erstmals am UCI-Mountainbike-Weltcup im Cross-Country (XCO) teilnahm. Zuvor hatte er seine Fähigkeiten auf nationaler Ebene unter Beweis gestellt. Unter anderem gewann er 2013 die Copa de Espana und wurde als hoffnungsvolles Talent angesehen.
In den Folgejahren konnte Valero sich kontinuierlich steigern, 2015 wurde er erstmals Spanischer Meister im XCO, seit 2017 ist er dies ohne Unterbrechung. Im Jahr 2016 erreichte er bereits Platz 7 der Weltrangliste im Cross-Country. Im Weltcup erzielte er in der Saison 2017 als Zweiter in Nové Město na Moravě das bisher beste Einzelresultat und schloss die Saison als Vierter der Gesamtwertung ab.
Im Jahr 2016 hat Valero an den Olympischen Sommerspielen in Rio de Janeiro im Cross-Country teilgenommen und den 9. Platz belegt. Die erste Medaille bei internationalen Meisterschaften gewann er 2018 bei den Europameisterschaften. Seinen bisher größten sportlichen Erfolg erzielte er bei den Olympischen Sommerspielen 2020 in Tokio, wo er im Cross-Country-Rennen die Bronzemedaille gewann.
In der Saison 2022 erzielte er in Snowshoe den ersten Weltcup-Sieg seiner Karriere, nachdem er zuvor in Vallnord als Zweiter bereits auf dem Podium gestanden hatte. Bei den Mountainbike-Weltmeisterschaften 2022 lieferte er sich ein Duell mit Nino Schurter und wurde von diesem erst auf dem letzten Kilometer abgehängt; ihm blieb die Silbermedaille.
2023 konnte er an diese Ergebnisse auf internationaler Ebene nicht anknüpfen. Er gewann weiterhin die spanischen Meisterschaften im XCO in diesen Jahren – 2023 auch im XCC – sowie einige kleinere Rennen in Spanien, konnte aber keine Podiums bei internationalen Meisterschaften oder im Weltcup gewinnen. 2024 kam er bei seiner dritten Olympiateilnahme auf den 10. Platz, bevor er bei den Europa- und Weltmeisterschaften im MTB-Marathon die Silber- bzw. Bronzemedaille holte.

## Erfolge
2015
- Spanischer Meister – Cross-Country XCO

2017
- Spanischer Meister – Cross-Country XCO

2018
- Europameisterschaften – Cross-Country XCO
- Spanischer Meister – Cross-Country XCO

2019
- Spanischer Meister – Cross-Country XCO

2020
- Spanischer Meister – Cross-Country XCO

2021
- Olympische Spiele – Cross-Country XCO
- Spanischer Meister – Cross-Country XCO

2022
- Spanischer Meister – Cross-Country XCO
- Spanischer Meister – Short Track XCC
- Weltmeisterschaften – Cross-Country XCO
- ein Weltcup-Erfolg – Cross-Country XCO

2023
- Spanischer Meister – Cross-Country XCO
- Spanischer Meister – Short Track XCC

2024
- Spanischer Meister – Cross-Country XCO
- Europameisterschaften – Marathon XCM
- Weltmeisterschaften – Marathon XCM